# Tomaž Šturm
Tomaž Šturm, slovenski pesnik, * 3. december 1975, Slovenija.

## Življenje in delo
Tomaž Šturm je doma iz Ojstrega Vrha pri Železnikih. Po osnovni šoli v Železnikih se je vpisal na Srednjo kovinarsko in cestnoprometno šolo v Škofji Loki. Leta 1999 je zaključil s študijem na Fakulteti za geodezijo v Ljubljani.
Pesmi je pričel pisati v 2. letniku SŠ. Objavlja v Sejalcu izdal pa je že nekaj svojih pesniških zbirk. Piše v svobodnem verzu, brez rime, pomemben mu je ritem.